# 4 avril 1966
Le lundi 4 avril 1966 est le 94e jour de l'année 1966.

## Naissances
- Ann-Kathrin Kramer, actrice allemande
- Chrístos Tsékos, joueur et entraîneur grec de basket-ball
- Christian Auer, skeletoneur autrichien
- Dave Johnson, dessinateur de bande dessinée américain
- Finn Christian Jagge, skieur alpin norvégien
- Martin Müller, parapentiste suisse
- Mike Starr (mort le 8 mars 2011), musicien américain
- Noriaki Okamura, concepteur japonais de jeu vidéo
- Oumarou Fadil, homme d'affaires et homme politique camerounais
- Sandra Nettelbeck, scénariste, réalisatrice, monteuse et actrice allemande
- Shelton Jones, joueur de basket-ball américain
- Stefan Mappus, homme politique allemand
- Yukari Hashimoto, compositrice japonaise

## Décès
- Alfred Naujocks (né le 20 septembre 1911), militaire allemand
- Georges de Créqui-Montfort (né le 27 septembre 1877), explorateur, anthropologue, militaire, diplomate, homme d'affaires et tireur sportif français.
- Jimmy Daywalt (né le 28 août 1924), pilote automobile américain
- Lorens Marmstedt (né le 29 octobre 1908), producteur de cinéma suédois.

## Événements
- Création du parc provincial Nairn Falls